# Андаманский хохлатый змееяд
Андаманский хохлатый змееяд (лат. Spilornis elgini) — вид хищных птиц из рода хохлатых змееядов семейства ястребиных.

## Описание

### Внешний вид
Птица средних размеров. Длина тела составляет 51-59 см, размах крыльев — 115—135 см, масса колеблется от 790 до 1000 г.
Окраска оперения — тёмно-коричневая; грудь, брюхо и крылья покрыты мелкими белыми пятнышками, причём спереди их больше и они крупнее, чем на крыльях. На хвосте имеются широкие светлые полосы.
На затылке перья слегка удлинённые, образуют «хохолок», от которого и происходит название рода.
Передняя часть головы, а также ноги и радужка глаз — жёлтые.
Молодые особи отличаются от взрослых более бледной окраской, светлой, кремово-белой головой и серовато-коричневой радужкой.
Полового диморфизма нет, самцы и самки выглядят идентично.

### Голос
Крик состоит из серии нескольких одинаковых звуков, следующих за собой очень быстро и напоминающих чириканье.

## Таксономия
Латинское название дано в честь Джеймса Брюса, графа Элгин, который в 1862–1863 годах был губернатором Индии.
Ранее, наравне с никобарским хохлатым змееядом и филиппинским хохлатым змееядом, считался подвидом хохлатого змееяда. В целом все виды, относящиеся к хохлатым змееядам, близки друг к другу генетически, а внешне отличаются прежде всего размерами и яркостью окраски, из-за чего их точная классификация затруднительна. В 1974 Дин Амадон предположил, что к роду Spilornis может относиться как минимум 9 различных видов. В 1988 Д. Амадон и Д. Булль признали Spilornis elgini отдельным видом.
Монотипичен.

## Распространение
Является эндемиком Андаманских островов, находящихся в Индийском океане. Обитает на каждом из 204 островов, входящих в данный архипелаг, в том числе на мелких, хотя и отдаёт предпочтение более крупным (>24 км²). По данным исследования, опубликованного в 2021 году, на островах насчитывается 1137 андаманских хохлатых змееядов, то есть 4-5 особи на каждые 25 км².
Хвойным лесам предпочитает влажные лиственные, расположенные в глубине острова. Гнездится исключительно в прибрежных лесах. Встречается и на открытых участках с небольшим количеством деревьев на высоте от 0 до 700 метров над уровнем моря.
На севере архипелага, а также в центральной его части, мало тронутых человеком, избегает сельскохозяйственных угодий, в то время как на юге вынужден охотиться и на них[стиль].

## Биология
Питается лягушками, грызунами, рептилиями (в том числе змеями, на что указывает название рода), угрями, крабами, креветками.
Обычно высматривает добычу, сидя на возвышенном месте.
О размножении мало что известно помимо того, что во время показательных полётов (часть брачных церемоний) ведут себя достаточно громко.

## Охранный статус
В 2017 году МСОП присвоил статус уязвимого вида (ранее был видом, близким к уязвимому положению).
Несмотря на то, что на Андаманских островах этот вид встречается часто, его ареал крайне ограничен. В целом небольшая популяция продолжает сокращаться.
Основной угрозой для вида являются разрушение и деградация среды обитания, в первую очередь вырубка лесов и расчистка земель под сельскохозяйственные угодья, особенно в более урбанизированной южной части архипелага.
Кроме того, негативно на численность популяции влияет охота на этих птиц.
Угрозой является также конкуренция как с местными (например, родственным Spilornis cheela), так и с интродуцированными видами.
Включён в Приложение II СИТЕС.